# Isola Pidgeon
L'isola Pidgeon (in inglese Pidgeon Island) è una piccola isola antartica facente parte dell'arcipelago Windmill.
Localizzata ad una latitudine di 66° 19' sud e ad una longitudine di 110°28' est, l'isola si trova tra l'isola Midgley e la penisola Mitchell. La zona è stata mappata per la prima volta mediante ricognizione aerea durante l'operazione Highjump e l'operazione Windmill, negli anni 1947-1948. È stata intitolata dalla US-ACAN a E. C. Pidgeon, fotografo nell'operazione Highjump. Sino a qualche anno fa si riteneva che la parte est dell'isola (conosciuta allora come isolotto O'Brien) fosse unita alla parte principale soltanto da ghiaccio perenne.